# 王肯穀
王肯穀，陝西人，清朝政治人物。

## 生平
王肯穀雍正十一年（1733年）癸丑科三甲進士。乾隆二十四年（1759年）十月，出任湖南永順府龍山縣知縣。